# Chaetoglossa
Chaetoglossa – rodzaj muchówek z rodziny rączycowatych (Tachinidae).

## Wybrane gatunki
- C. nigripalpis Townsend, 1892[1]
- C. picticornis Townsend, 1892[1]